# Niebiesko-Czarni
A Niebiesko-Czarni (magyarul: kék fekete) egy lengyel beatzenekar, mely 1962 és 1976 között volt aktív.

## Tagok
| Név                     | Szerep                     | Időszak                                                |
| ----------------------- | -------------------------- | ------------------------------------------------------ |
| Zbigniew Bernolak       | basszusgitár               | 1963 július – 1965 június                              |
| Mirosław Bobrowski      | ének                       | 1962 márciustól                                        |
| Michaj Burano           | ének                       | 1963 július – 1966 augusztus                           |
| Jerzy Dąbrowski         | ütősök                     | 1971; 1973 – 1976 június 30                            |
| Daniel Danielowski      | zongora                    | 1962 március – 1963 július                             |
| Bernard Dornowski       | ének                       | 1962 ének – 1963 július                                |
| Tadeusz Głuchowski      | ütősök                     | 1965 július – 1970 november                            |
| Piotr Janczerski        | ének, konferansz           | 1963 tavasz – 1967 július                              |
| Andrzej Jasiński        | gitár                      | 1962 április – 1962 október                            |
| Paweł Juszczenko-Reson  | gitár                      | 1962 márciustól                                        |
| Krzysztof Klenczon      | gitár, ének                | 1962 október – 1964 július                             |
| Wojciech Korda          | gitár, ének                | 1964 január – 1976 június 30                           |
| Jerzy Kossela           | gitár, zenei rendezés      | 1962 március – 1962 december                           |
| Jerzy Kowalski          | ütősök                     | 1962 március – 1963 július                             |
| Helena Majdaniec        | ének                       | 1963 október – 1967 július                             |
| Andrzej Nebeski         | ütősök                     | 1963 július – 1965 június; 1972 március – 1972 október |
| Czesław Niemen          | ének                       | 1962 október – 1966 november                           |
| Andrzej Pawlik          | basszusgitár               | 1971 március – 1972 október                            |
| Zbigniew Podgajny       | zongora, orgona            | 1963 július – 1976 június 30                           |
| Mirosław Polarek        | tenor- és basszus szaxofon | 1968 január – 1971 március                             |
| Krzysztof Potocki       | basszusgitár               | 1967 augusztus – 1971 március                          |
| Janusz Popławski        | gitár                      | 1963 január – 1976 június 30                           |
| Benedykt Radecki        | ütősök                     | 1970 november – 1971 november                          |
| Ada Rusowicz            | ének                       | 1963 szeptember – 1976 június 30                       |
| Joachim Rzychoń         | basszusgitár               | 1972 november – 1976 június 30                         |
| Danuta Skórzyńska-Szade | tánc                       | 1962 március                                           |
| Marek Szczepkowski      | ének                       | 1962 március – 1963 július                             |
| Marek Ślazyk            | ütősök                     | – 1972 február - 1972 március                          |
| Włodzimierz Wander      | tenorszaxofon              | 1962 július – 1965 augusztus                           |
| Krzysztof Wiśniarowski  | basszusgitár               | 1965 június – 1967 június                              |
| Henryk Zomerski         | basszusgitár               | 1962 március – 1963 július                             |
| Wiesław Żakowicz        | tenor- és altszaxofon      | 1968 január – 1976 június                              |

## Lemezeik

### Stúdiólemezek
- Niebiesko-Czarni (Pronit, 1966, XL 0331)
- Alarm, (Pronit, 1967, XL 0410)
- Mamy dla Was kwiaty (Pronit, 1968, XL 0481)
- Twarze (Pronit, 1969, SXL 0560)
- Naga (rock-opera) 1-2 (Polskie Nagrania Muza, 1972 SXL 0881-2)

## Filmek
- Dwa żebra Adama
- Mocne uderzenie (1966)
- Kulig (1968)
- Przekładaniec
- Mogło być inaczej